# Джош Бролин
Джош Бролин (на английски: Josh Brolin) е американски актьор, номиниран за „Сатурн“, „Оскар“ и две награди „Сателит“. Известни филми с негово участие са „Няма място за старите кучета“, „Мъже в черно 3“, „Пазители на Галактиката“, „Град на греха 2: Жена, за която да убиеш“, „Сикарио“ и други.

## Биография
Джош Бролин е роден на 12 февруари 1968 г. в Санта Моника, Калифорния, в семейството на Джейн Камерън и актьора Джеймс Бролин. Отраства в Темпълтън, а когато е на 16 години родителите му се развеждат.
Джош Бролин дебютира в киното с ролята на Бранд Уолш във филма на Ричард Донър от 1985 г. – „Дяволчетата“ (The Goonies).
От 1988 до 1994 г. Бролин е женен за актрисата Алис Адейр, с която имат две деца. През август 2004 г. сключва брак с Даян Лейн. Двамата се развеждат през 2013 г.

## Частична филмография
- 1985 – „Дяволчетата“ (The Goonies)
- 1996 – „Легло от рози“ (Bed of Roses)
- 1996 – „Купон с дявола“ (Flirting with Disaster)
- 1997 – „Мимикрия“ (Mimic)
- 1997 – „Нощен час“ (Nightwatch)
- 1999 – „Перфектен план“ (Best Laid Plans)
- 2000 – „Човек без сянка“ (Hollow Man)
- 2004 – „Мелинда и Мелинда“ (Melinda and Melinda)
- 2005 – „Опасно синьо“ (Into the Blue)
- 2005 – „Някога на запад“ (Into the West)
- 2007 – „Бибрутално“ (Grindhouse)
- 2007 – „В долината на Давид и Голиат“ (In the Valley of Elah)
- 2007 – „Няма място за старите кучета“ (No Country for Old Men)
- 2007 – „Американски гангстер“ (American Gangster)
- 2008 – „Милк“ (Milk)
- 2010 – „Джона Хекс“ (Jonah Hex)
- 2010 – „Ще срещнеш висок тъмнокос непознат“ (You Will Meet a Tall Dark Stranger)
- 2010 – „Уолстрийт: Парите никога не спят“ (Wall Street: Money Never Sleeps)
- 2010 – „Непреклонните“ (True Grit)
- 2012 – „Мъже в черно 3“ (Men in Black 3)
- 2013 – „Гангстерски отдел“ (Gangster Squad)
- 2013 – „Олдбой“ (Oldboy)
- 2014 – „Пазители на Галактиката“ (Guardians of the Galaxy)
- 2014 – „Град на греха 2: Жена, за която да убиеш“ (Sin City: A Dame to Kill For)
- 2014 – „Вроден порок“ (Inherent Vice)
- 2015 – „Отмъстителите: Ерата на Ултрон“ (Avengers: Age of Ultron)
- 2015 – „Сикарио“ (Sicario)
- 2015 – „Еверест“ (Everest)
- 2016 – „Аве, Цезаре!“ (Hail, Caesar!)
- 2018 – Отмъстителите: Война без край (Avengers: Infinity War)
- 2018 – Дедпул 2 (Deadpool 2)
- 2019 – Отмъстителите: Краят (Avengers: Endgame)
- 2021 – Дюн (Dune) – Гърни Халик